# Landwehr (Halver)
Landwehr ist eine Hofschaft in Halver im Märkischen Kreis im Regierungsbezirk Arnsberg in Nordrhein-Westfalen (Deutschland).

## Lage und Beschreibung
Landwehr liegt auf einer Höhe von 396 Meter über Normalnull an der Landesstraße L528 unmittelbar an der Stadtgrenze zu Breckerfeld. Der Ort  befindet sich auf der Wasserscheide zwischen den Flusssystemen der Ennepe und der Volme. Östlich entspringt ein Zufluss des Logrötker Bachs, im Westen ein Zufluss des Bosseler Bachs.
Nachbarorte sind  Vormbaum, Niedervahlefeld, Halver, Breckerfeld-Frettlöh und unmittelbar hinter der Stadtgrenze Breckerfeld-Landwehr. 

## Geschichte
An Schmidthausen verlief auf der Trasse der heutigen Landesstraße L528 eine Altstraße von Halver über Wipperfürth, Halver, Kierspe nach Meinerzhagen vorbei, der Hileweg, ein bedeutender frühmittelalterlicher (nach anderen Ansichten bereits frühgeschichtlicher) Handels-, Pilger- und Heerweg.
Zu beiden Seiten von Landwehr haben sich tiefe Hohlwegspuren dieser Altstraße im Wald erhalten. Dieser Hohlweg wurde von starken, mehrfach gestaffelten Landwehren geschützt, die noch heute auf weiter Strecke erhalten sind. Im rechten Winkel dazu verläuft eine weitere Landwehr, die vermutlich die Altstraße sperrte. Diese Landwehr setzte sich im Osten bis nach Frettlöh und im Osten bis zur heutigen Glörtalsperre fort, erhalten ist aber nur ein kurzes Stück des Wallgrabens östlich des Ortes.